# Gastone Moschin
Gastone Moschin (8 de junio de 1929 – 4 de septiembre de 2017) fue un actor teatral, cinematográfico y televisivo de nacionalidad italiana. 

## Biografía

### Teatro
Nacido en San Giovanni Lupatoto, Italia, en los años 1950 inició su carrera interpretativa como actor teatral, formando parte de la compañía del Teatro Stabile de Génova y del Piccolo Teatro di Milano, colaborando después con el Teatro Stabile de Turín (Tío Vania, de Antón Chéjov, 1977; Los gigantes de la montaña, de Luigi Pirandello, 1979). También encarnó en 1968 a Lopachin, personaje de El jardín de los cerezos, de Chéjov, con dirección de Mario Ferrero.
En 1983 formó una compañía propia, presentando entre otras obras Sior Todero brontolon (de Carlo Goldoni, 1983), Panorama desde el puente (1984) y Todos eran mis hijos (1989), ambas de Arthur Miller, y La gaviota (1990), de Chéjov.

### Cine
Actor capaz y polifacético, comenzó su actividad cinematográfica en 1955 con La rivale, film de Anton Giulio Majano. A partir de entonces fue también activo, aunque de manera intermitente, como actor de voz, doblando a Livio Lorenzon en Il vedovo (de Dino Risi) y a Morando Morandini en Prima della rivoluzione (de Bernardo Bertolucci).

#### La commedia all'italiana
En 1959 debutó en el género de la commedia all'italiana con Audace colpo dei soliti ignoti, de Nanni Loy, pero el papel que le dio fama fue el del fascista cobarde Carmine Passante en el film Gli anni ruggenti (1962), de Luigi Zampa. A partir de entonces, Moschin fue un asiduo de la comedia italiana, alternando los papeles protagonistas con los de reparto. En 1963 fue un cuarentón decepcionado en La rimpatriata, de Damiano Damiani, y un camionero enamorado en La visita, de Antonio Pietrangeli. En 1965 obtuvo un gran éxito comercial y personal con el papel de Adolf en la comedia de acción de Marco Vicario 7 uomini d'oro, film de culto que generó una secuela dirigida por el mismo realizador (Il grande colpo dei 7 uomini d'oro) y un par de imitaciones (7 volte 7, Stanza 17-17 palazzo delle tasse, ufficio imposte) dirigidas por Michele Lupo, en las que Moschin fue el protagonista.
En 1966 tuvo dos importantes actuaciones, una en la autobiográfica Le stagioni del nostro amore, de Florestano Vancini, y otra en la memorable Signore & signori, de Pietro Germi, por la cual obtuvo un Nastro d'argento al mejor actor secundario. En 1968 fue un abogado en Italian Secret Service, de Luigi Comencini,  y otro abogado en Sissignore, de Ugo Tognazzi, siendo en 1969 el banquero de Dove vai tutta nuda?, de Pasquale Festa Campanile.

#### Cine de género
La versatilidad de Moschin le permitió pasar de un género a otro sin encasillarse nunca en un solo tipo de personajes. En 1969, Moschin actuó por vez primera en el spaghetti western con el comercialmente exitoso film Gli specialisti, del director especializado Sergio Corbucci. En 1970 —mismo año en el que actuó en El conformista, de Bernardo Bertolucci— interpretó un raro ejemplo de film italiano de fantasía, L'inafferrabile invincibile Mr. Invisibile, de Antonio Margheriti. En 1971 fue un monseñor en Roma bene, de Carlo Lizzani.
Al año siguiente fue Ugo Piazza en el célebre film de género noir Milano calibro 9, de Fernando Di Leo, actuando junto a Barbara Bouchet y Mario Adorf. En el mismo año 1972 sustituyó a Fernandel en Don Camillo e i giovani d'oggi, de Mario Camerini. En 1973 fue un convincente Filippo Turati en Il delitto Matteotti, de Florestano Vancini, y en 1974 fue llamado por Francis Ford Coppola para interpretar el papel de Don Fanucci en The Godfather Part II. También en 1974, fue un cruel bandido llamado Il Marsigliese en Squadra volante, de Stelvio Massi, con Tomas Milian y Mario Carotenuto.

#### Más comedia: la trilogía deAmici miei
De todas maneras, un papel que dio una gran popularidad a Moschin fue el de Rambaldo Melandri, protagonista, junto a Ugo Tognazzi, Philippe Noiret, Adolfo Celi y Duilio Del Prete, de la trilogía Amici miei. La primera película, dirigida por Mario Monicelli, se estrenó en 1975 y fue la más taquillera de la temporada.
Amici miei - Atto IIº, también con dirección de Monicelli, y con Renzo Montagnani sustituyendo a Duilio Del Prete, se estrenó en 1982 y fue la película más vista del año. Amici miei - Atto IIIº, dirigida por Nanni Loy, se estrenó en las Navidades de 1985, y aunque obtuvo un éxito menor, le valió a Moschin el premio Nastro d’argento al mejor actor secundario. Los años 1980 fueron menos intensos en la carrera de Moschin, aunque a principios de la década hizo actuaciones destacables, como la de un diputado comunista en Si salvi chi vuole, de Roberto Faenza, y un ministro en Scherzo del destino in agguato dietro l'angolo come un brigante da strada, de Lina Wertmüller.
Concluida la trilogía de Amici miei, sus actuaciones se espaciaron más, pero merece ser recordado su trabajo en I Magi randagi, de Sergio Citti. Su última actuación cinematográfica llegó en 1997 con la discutida Porzûs, de Renzo Martinelli.

### Televisión
Moschin tuvo una intensa actividad televisiva, que inició en 1955 con Istantanea sotto l'orologio, de Gastone Tanzi, pero que se vio lanzada en la década siguiente con algunos guiones de Sandro Bolchi, entre ellos Il mulino del Po (1963) y I miserabili (1964), en este último encarnando a Jean Valjean. En 1981 dio voz a Roboleon y otros personajes en la serie de animación Daikengo, il guardiano dello spazio. En 1991 actuó en el telefilm francés Macaronì, inspirado en la novela autobiográfica de François Cavanna. En los años 2000 y 2001 participó en las dos primeras temporadas de la serie Don Matteo y Sei forte, maestro, que fueron sus últimas actuaciones, a excepción hecha de su trabajo en los documentales Adolfo Celi, un uomo per due culture (2006) y L'ultima zingarata (2010).

### Últimos años
Desde 1990 vivió en Capitone, cerca de Narni, donde había montado una instalación de hípica que se convirtió en el primer centro de hipoterapia de Umbría. También formó parte de los profesores de la escuela de actuación MUMOS, en Terni, organizada por el mismo Moschin, su mujer Marzia Ubaldi y su hija, Emanuela: con ella llevó a escena en 1993 Tredici a tavola, de Marc-Gilbert Sauvajon. En 2006 se encargó de la escenografía de la obra teatral Piccola Città, de Thornton Wilder, para la compañía Orion Theatre.
Gastone Moschin falleció el 4 de septiembre de 2017 en el Hospital Santa Maria de Terni, donde estaba ingresado por una grave cardiopatía crónica.

## Filmografía

### Cine
- 1955 : La rivale, de Anton Giulio Majano
- 1959 : Il vedovo, de Dino Risi
- 1959 : Audace colpo dei soliti ignoti, de Nanni Loy
- 1961 : Che gioia vivere, de René Clément
- 1961 : Tiro al piccione, de Giuliano Montaldo
- 1962 : Gli anni ruggenti, de Luigi Zampa
- 1962 : Il serpente, episodio del film L'amore difficile, de Alberto Bonucci
- 1963 : La rimpatriata, de Damiano Damiani
- 1963 : Il fornaretto di Venezia, de Duccio Tessari
- 1963 : Il successo, de Mauro Morassi y Dino Risi
- 1963 : La entrevista (La visita) de Antonio Pietrangeli
- 1964 : Amore e vita, episodio del film Amore in quattro dimensioni, de Jacques Romain
- 1964 : La doccia, episodio del film Extraconiugale, de Massimo Franciosa
- 1964 : Los cien caballeros, de Vittorio Cottafavi
- 1964 : Il vendicatore mascherato, de Pino Mercanti
- 1965 : Berlino appuntamento per le spie (Operazione Polifemo), de Vittorio Sala
- 1965 : 7 uomini d'oro, de Marco Vicario
- 1966 : Signore & signori, de Pietro Germi
- 1966 : Il grande colpo dei 7 uomini d'oro, de Marco Vicario
- 1966 : Le stagioni del nostro amore, de Florestano Vancini
- 1966 : Fata Armenia, episodio del film Le fate, de Mario Monicelli
- 1966 : Ray Master l'inafferrabile, de Vittorio Sala
- 1967 : Top Crack, de Mario Russo
- 1967 : Notti romane, episodio del film L'amore attraverso i secoli, de Mauro Bolognini
- 1967 : L'harem, de Marco Ferreri
- 1967 : Faccia a faccia, de Sergio Sollima
- 1968 : Du mou dans la gâchette, de Louis Grospierre
- 1968 : 7 volte 7, de Michele Lupo
- 1968 : Italian Secret Service, de Luigi Comencini
- 1968 : La notte è fatta per... rubare, de Giorgio Capitani
- 1968 : Sissignore, de Ugo Tognazzi
- 1968 : Una moglie giapponese?, de Gian Luigi Polidoro
- 1969 : Dove vai tutta nuda?, de Pasquale Festa Campanile
- 1969 : Gli specialisti, de Sergio Corbucci
- 1970 : El conformista, de Bernardo Bertolucci
- 1970 : L'inafferrabile invincibile Mr. Invisibile, de Antonio Margheriti
- 1970 : Concerto per pistola solista, de Michele Lupo
- 1970 : Ninì Tirabusciò, la donna che inventò la mossa, de Marcello Fondato
- 1971 : Mio padre monsignore, de Antonio Racioppi
- 1971 : Roma bene, de Carlo Lizzani
- 1971 : Io non vedo, tu non parli, lui non sente, de Mario Camerini
- 1971 : Stanza 17-17 palazzo delle tasse, ufficio imposte, de Michele Lupo
- 1972 : La violenza: quinto potere, de Florestano Vancini
- 1972 : Milano calibro 9, de Fernando Di Leo
- 1972 : Causa di divorzio, de Marcello Fondato
- 1972 : Don Camillo e i giovani d'oggi, de Mario Camerini
- 1972 : Incensurato provata disonestà carriera assicurata cercasi, de Marcello Baldi
- 1972 : Fiorina la vaca, de Vittorio De Sisti
- 1973 : El delito Matteotti, de Florestano Vancini
- 1973 : Paolo il caldo, de Marco Vicario
- 1974 : Squadra volante, de Stelvio Massi
- 1974 : Commissariato di notturna, de Guido Leoni
- 1974 : L'erotomane, de Marco Vicario
- 1974 : The Godfather Part II, de Francis Ford Coppola
- 1974 : E cominciò il viaggio nella vertigine, de Toni de Gregorio
- 1975 : Amici miei, de Mario Monicelli
- 1976 : Une femme à sa fenêtre, de Pierre Granier-Deferre
- 1977 : Mogliamante, de Marco Vicario
- 1978 : Poliziotto senza paura, de Stelvio Massi
- 1980 : El león del desierto, de Mustafa Akkad
- 1980 : Si salvi chi vuole, de Roberto Faenza
- 1980 : La compagna di viaggio, de Ferdinando Baldi
- 1981 : Carlotta, de Stefano Rolla
- 1982 : Amici miei - Atto IIº, de Mario Monicelli
- 1983 : Pájaros de ciudad, de José María Sánchez Álvaro
- 1983 : Scherzo del destino in agguato dietro l'angolo come un brigante da strada, de Lina Wertmüller
- 1985 : Amici miei - Atto IIIº, de Nanni Loy
- 1986 : Una spina nel cuore, de Alberto Lattuada
- 1987 : Com'è dura l'avventura, de Flavio Mogherini
- 1988 : Vuò cumprà?, episodio del film Rimini Rimini - Un anno dopo, de Giorgio Capitani
- 1991 : Donne con le gonne, de Francesco Nuti
- 1992 : Non chiamarmi Omar, de Sergio Staino
- 1996 : I Magi randagi, de Sergio Citti
- 1997 : La grande quercia, de Paolo Bianchini
- 1997 : Porzûs, de Renzo Martinelli

### Televisión
- 1956 : L'istantanea sotto l'orologio, de Edmo Fenoglio
- 1957 : La regina Vittoria, de Giacomo Vaccari
- 1958 : La fine della signora Cheyney, de Giacomo Vaccari
- 1959 : La foresta pietrificata, de Franco Enriquez
- 1959 : Il misantropo, de Luigi Squarzina
- 1959 : Giovanna di Lorena, de Mario Ferrero
- 1959 : Ruy Blas, de Sandro Bolchi
- 1960 : Non si dorme a Kirkwall, de Sandro Bolchi
- 1960 : Andromaca, de Giacomo Vaccari
- 1960 : Racconti garibaldini, de Gilberto Tofano
- 1961 : Corte marziale per l'ammutinamento del Caine, de Giacomo Vaccari
- 1961 : L'accusatore pubblico, de Giacomo Vaccari
- 1961 : La notizia si diffonde, de Gilberto Tofano
- 1962 : Hyacinth Halvey, de Marcello Sartarelli
- 1962 : Operazione Vega, de Vittorio Cottafavi
- 1962 : Un errore giudiziario, de Gian Paolo Callegari
- 1963 : Anche i più furbi ci cascano, de Piero Sharoff
- 1963 : Il mulino del Po, deSandro Bolchi
- 1963 : La cocuzza, de Carlo Ludovici
- 1963 : Le anime morte, de Edmo Fenoglio
- 1964 : I miserabili, de Sandro Bolchi
- 1966 : Due dozzine di rose scarlatte, de Flaminio Bollini
- 1966 : L'importanza di chiamarsi Ernesto, de Flamino Bollini
- 1966 : Scrollina, de Ottavio Spadaro
- 1968 : La sorridente signora Beudet, de Silverio Blasi
- 1969 : La moglie ideale, de Daniele D'Anza
- 1970 : Una coccarda per il re, de Dante Guardamagna
- 1972 : Le colonne della società
- 1972 : La morte di Danton, de Mario Missiroli
- 1973 : Goldoni e le sue sedici commedie nuove, de Sandro Sequi
- 1976 : Rosso veneziano, de Marco Leto
- 1977 : Uova fatali, de Ugo Gregoretti
- 1979 : I racconti fantastici di Edgar Allan Poe, de Daniele D'Anza
- 1982 : L'Andreana, de Leonardo Cortese
- 1984 : Melodramma, de Sandro Bolchi
- 1987 : Nel gorgo del peccato, de Andrea Frazzi y Antonio Frazzi
- 1991 : Macaronì, de Marcel Bluwal
- 1997 : L'avvocato delle donne, de Andrea y Antonio Frazzi
- 2000 : Sei forte, maestro, de Ugo Fabrizio Giordani y Alberto Manni
- 2000-2001 : Don Matteo, de Enrico Oldoini, Leone Pompucci y Andrea Barzini

## Premios
- 1967 : Nastro d'argento al mejor actor secundario por Signore & signori
- 1986 : Nastro d'argento al mejor actor secundario por Amici miei - Atto IIIº
- 2016 : Premio Lù Mière Calicidicinema alla Carriera